# Adcatomus
Adcatomus là một chi nhện trong họ Sparassidae.